# Khirigsuur

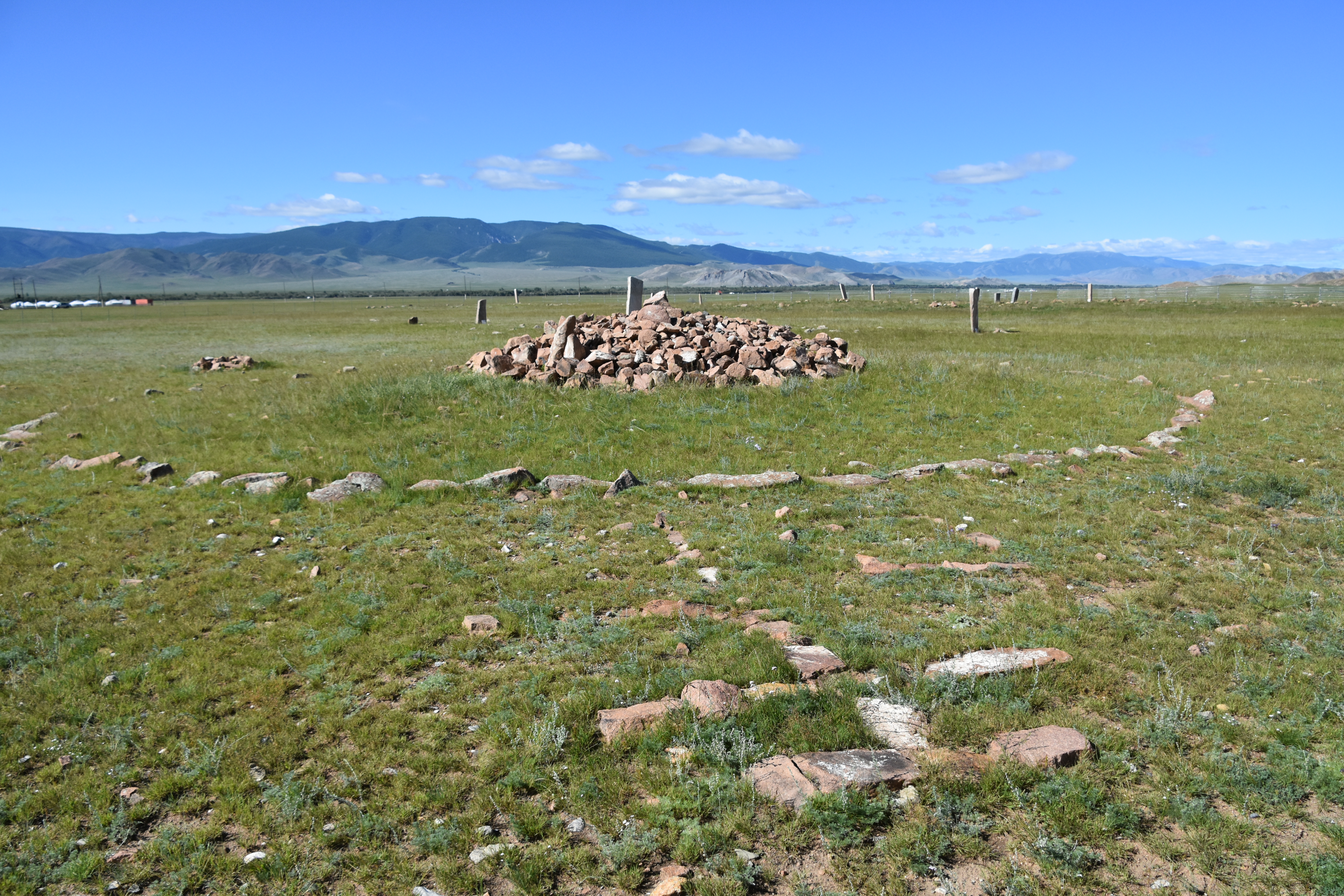
Khirigsuur-Grabmal, mit einem zentralen Grabhügel, umgeben von einem Steinkreis, bei Mörön in der nördlichen Mongolei

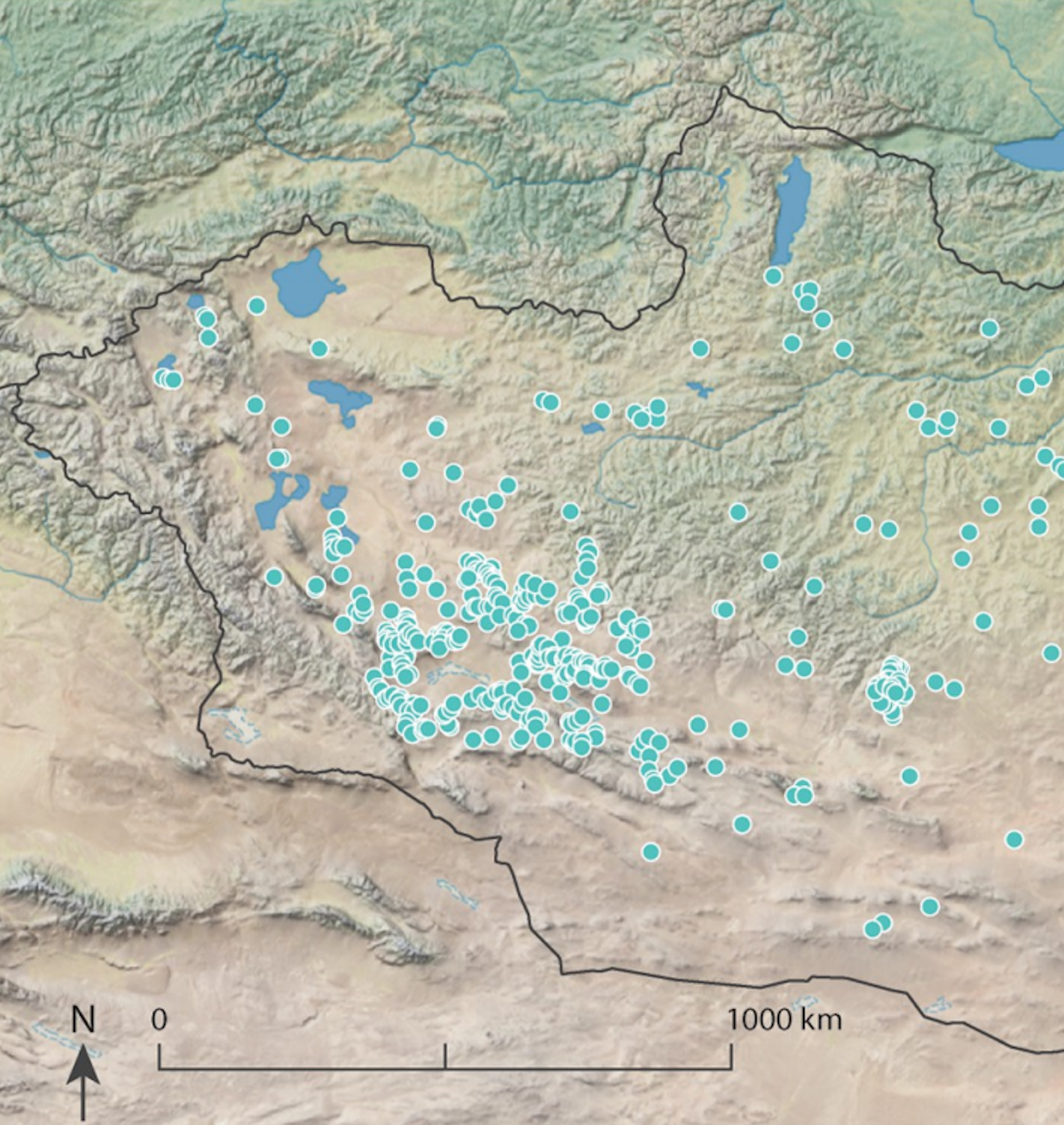
Streuung der Fundstellen mit Khirigsuur-Grabmälern in der Mongolei

Ein Khirigsuur ist ein prähistorisches Grabmal in der Mongolei und einigen angrenzenden Regionen in Zentralasien.

## Beschreibung
Ein Grabmal des Grabtypes Khirigsuur besteht aus einem Steinhügel mit einer integrierten Steinkiste. Oftmals ist es mit einer kreisförmigen oder quadratischen Steinreihe eingefriedet und von kleineren, runden Steinhaufen umgeben. Diese bedecken manchmal flache Gruben, die Schädel oder Wirbel  von Pferden enthalten. Vereinzelt finden sich auch Beigaben von Keramiken, Perlenschnüren und Bronzegegenständen. Die Anlagen haben Durchmesser von 25 bis 40 Meter, einzelne sind auch erheblich größer. Die Anlagen stammen aus der Epoche von der zweiten Hälfte des zweiten Jahrtausends v. Chr. bis ins frühe erste Jahrtausend v. Chr. Manchmal befinden sich auch Hirschsteine in oder an diesen Anlagen.